# ماريا فيسكر
ماريا فيسكر (بالدنماركية: Maria Fisker)‏ مواليد 3 أكتوبر 1990، هي لاعبة كرة يد دانمركية تلعب كجناح أيسر. مثلت منتخب الدنمارك لكرة اليد للسيدات. حققت المركز الثالث في بطولة العالم لكرة اليد للسيدات 2013.

## سجل المنافسة
شاركت في البطولات التالية:
- بطولة العالم لكرة اليد للسيدات 2011
- بطولة العالم لكرة اليد للسيدات 2013
- بطولة العالم لكرة اليد للسيدات 2015
- بطولة أوروبا لكرة اليد للسيدات 2014
- بطولة أوروبا لكرة اليد للسيدات 2016

## الميداليات
| الميدالية | المسابقة                            |
| --------- | ----------------------------------- |
| برونزية   | بطولة العالم لكرة اليد للسيدات 2013 |

## روابط خارجية
- ماريا فيسكر على موقع الاتحاد الأوروبي لكرة اليد (الإنجليزية)